# Homeodominio

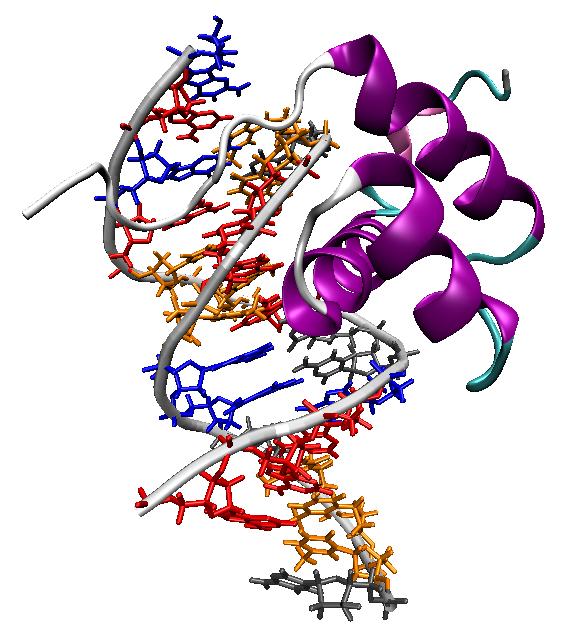
Homeodominio Antennapedia de Drosophila melanogaster unido a un fragmento de ADN (PDB ID 1AHD). La hélice de reconocimiento y el N-terminus sin estructura se pegan respectivamente en los surcos mayor y menor.

El homeodominio es un dominio de unión al ADN que consta de unos 60 aminoácidos, presente en las denominadas homeoproteínas. Este dominio está codificado por una región de 180 pb del DNA conocido como homeobox.
Cada homeodominio consta de tres α-hélices, dos de ellas en conformación helix-turn-helix (HTH, al igual que muchos de los factores de transcripción que se unen al DNA interaccionando con el surco menor), mientras que la tercera hélice (“hélice de reconocimiento”) contacta adicionalmente con las bases del DNA a través del surco mayor.
La gran mayoría de los homeodominios reconocen un elemento basal del DNA altamente conservado que sirve como promotor en muchos genes (motivo TATA), siendo la T en dirección 5´ determinante para este reconocimiento (de modo que mutantes para esta base serán incapaces de unir el homeodominio).
Los homeoproteínas fueron caracterizadas por primera vez en Drosophila melanogaster, y entre ellas se encuentra el producto de ocho genes del complejo homeótico (que se enmarcan en las siguientes clases: HOX, POU, LIM, NK, “paired-and-paired-like” y otras) así como otras proteínas determinantes durante el desarrollo embrionario como Bicoid. Las homeoproteínas son esenciales durante la embriogénesis, en procesos como la determinación del eje antero-posterior en vertebrados e invertebrados (cluster de genes de la clase HOX) o la determinación de células neuronales específicas.
- Datos: Q2658503